# Auslandsösterreicher-Weltbund

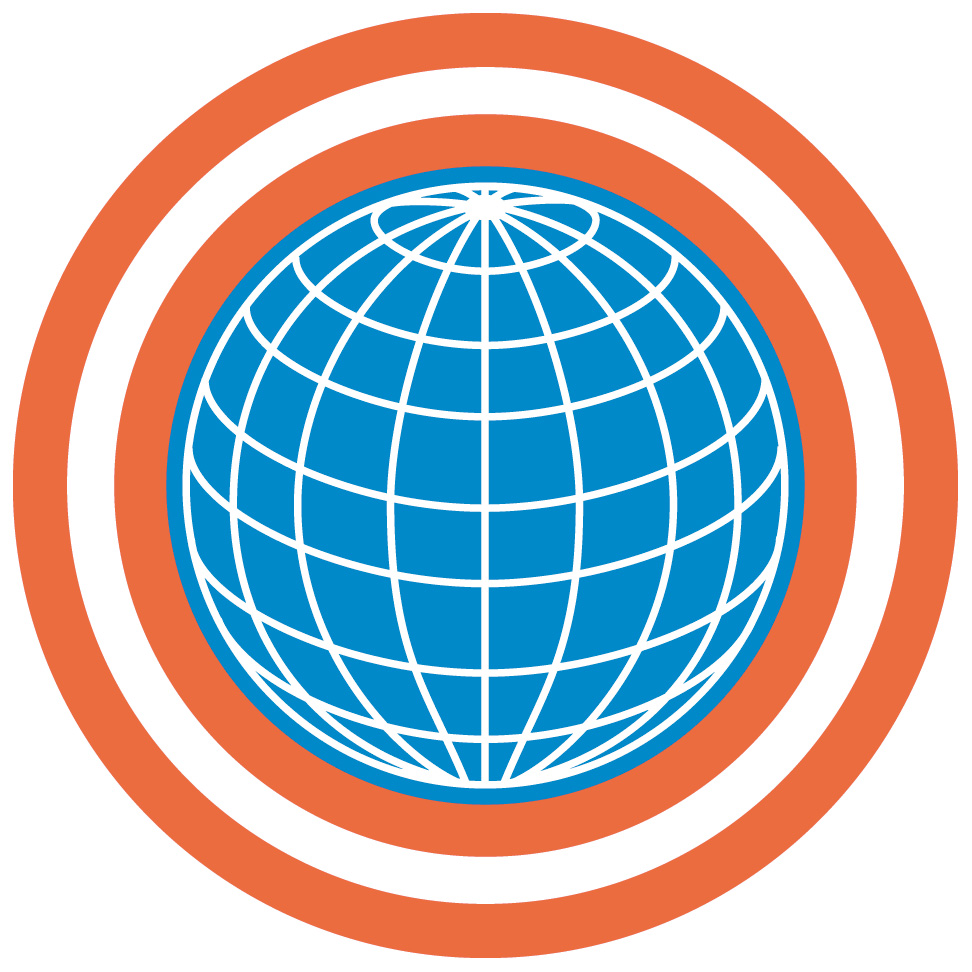
AÖWB-Logo

Der Auslandsösterreicher-Weltbund (AÖWB) ist der in Wien ansässige weltweite Dachverband und die Interessenvertretung aller angeschlossenen Vereine der Auslandsösterreicher. Etwa 170 Vereine auf allen Kontinenten gehören dem Weltbund an.

## Organisation
Im Jahr 1952 wurde der Weltbund der Österreicher im Ausland gegründet, der auch schon der Dachverband war. Unabhängig davon wurde einige Jahre später das Auslandsösterreicherwerk gegründet, das seine Hauptaufgabe als Serviceeinrichtung für die Auslandsösterreicher sah. Es gab auch das Informationsjournal ROTWEISSROT heraus.
Im Jahr der Auslandsösterreicher 2002 fusionierten beide Vereine zum heutigen Auslandsösterreicher-Weltbund (AÖWB), der damit als alleinige Vertretung der Auslandsösterreicher über etwa 10.000 direkte Mitglieder zählt. Unter Auslandsösterreichern versteht der AÖWB „sowohl Pass- als auch Herzensösterreicher“.
Den Vorsitz führt ein Präsidium (Stand 2023): Präsident ist Werner Götz, Vizepräsidenten sind Edith Pürschel und Wolfgang Ruso, Ehrenpräsident ist Gustav Chlestil, alle in Deutschland. Die ebenso im September 2022 für vier Jahre gewählten Vorstandsmitglieder sind Jürgen Bischof in Großbritannien, Egbert Kunrath und Birgit Haydn in den USA, Josef Labschütz in Deutschland, Roland K. Pirker in Kanada, Andrea Schöllnast in der Schweiz, Wolfgang Matl in Schweden sowie Laszlo Schmidt in Ungarn. Der AÖWB unterhält ein Generalsekretariat mit Sitz in Wien.
Außerdem hat der AÖWB zwei Stimmen im "Auslandsösterreicher-Fonds (AÖF)", der ein jährliches Budget aus Steuermitteln von über 600.000 Euro für bedürftige Auslandsösterreicher verteilt.
Der Verband gibt weiter das drei Mal pro Jahr erscheinende Journal ROTWEISSROT heraus und betreut die Homepage www.weltbund.at.  Der Verband präsentiert auch innerhalb Österreichs die Leistungen der Österreicher im Ausland, beispielsweise mit der Wanderausstellung „Das 10. Bundesland“ oder anderen Aktionen, mit denen er den ständigen Kontakt mit der ehemaligen Heimat aufrechtzuerhalten strebt.
Einmal im Jahr, immer in einem anderen Bundesland, findet ein Auslandsösterreicher-Treffen in Österreich statt, das mit der Weltbund-Tagung bzw. der AÖWB-Generalversammlung gekoppelt ist und bei dem die Auszeichnung zum Auslandsösterreicher des Jahres vergeben wird.
Seit 2024 setzt sich der Weltbund für eine Reform der Kriterien für die Beibehaltung der österreichischen Staatsbürgerschaft ein.

## Auslandsösterreicher des Jahres
Ähnlich zur Ehrung als Österreicher des Jahres im Inland werden vom AÖWB seit 1994 herausragende Österreicher jährlich als Auslandsösterreicher des Jahres geehrt. Diese waren:
- 1994 – Ferdinand Piëch, Unternehmer
- 1995 – Helmut Sohmen, Reedereibesitzer
- 1996 – Alois Wagner, Erzbischof
- 1997 – Karlheinz Böhm, Menschen für Menschen
- 1998 – Helmut Thoma, Geschäftsführer von RTL
- 2000 – Franz Fischler, EU-Kommissar
- 2001 – Franz Welser-Möst, Dirigent
- 2002 – Maximilian Schell, Schauspieler
- 2003 – Juliana Genevieve Belcsak, Vorsitzende der Dachorganisation aller Austrian-American Councils von Nordamerika
- 2004 – Wolfgang Mayrhuber, Vorstandsvorsitzender der Lufthansa
- 2005 – Antonia Rados, Journalistin
- 2006 – Friedrich von Thun, Schauspieler
- 2007 – Eugen Kedl, Fotograf
- 2008 – Bernhard Paul, Zirkusdirektor, Regisseur, Clown und Mitbegründer des Circus Roncalli
- 2009 – Dietmar Feichtinger, Architekt
- 2010 – Gottfried Schatz, Biochemiker
- 2011 – Peter Löscher, Manager
- 2012 – Johann Lafer, Koch
- 2013 – Paul Achleitner, Aufsichtsratsvorsitzender Deutsche Bank[8]
- 2014 – Norbert Bischofberger, Biochemiker und Vizepräsident von Gilead Sciences[9]
- 2015 – Benita Ferrero-Waldner
- 2016 – Stefan Sagmeister, Grafikdesigner und Typograf[10]
- 2017 – Pascale Ehrenfreund, Astrobiologin[11]
- 2018 – Severin Schwan, Pharmamanager[12]
- 2019 – Markus Stephan Bugnyár, Priester[13]
- 2022 – Christoph Lieben-Seutter, Generalintendant der Elbphilharmonie und Laeiszhalle in Hamburg[14]
- 2023 – Meinrad Spenger, Gründer des spanischen Telekomunternehmens Másmóvil[15]
- 2024 – Robert Dornhelm, Filmregisseur[16]